# Julio Zaldumbide
Camilo Julio Francisco Javier Zaldumbide Gangotena (nació el 5 de junio de 1833 y murió el 31 de julio de 1887), también conocido como Julio Zaldumbide fue un poeta y político de Ecuador. Su poesía, marcada por la melancolía, la naturaleza, la filosofía y la historia, refleja las características del romanticismo literario, evolucionando hacia un pesimismo filosófico en su etapa final. Con una profunda formación clásica, su poesía, continúa la tradición de la literatura romántica iniciada por Dolores Veintimilla y Numa Pompilio Llona, destacando su profundidad filosófica y su estilo descriptivo. A pesar de su talento, su obra tardó en ser difundida por lo fragmentario de sus publicaciones. Sin embargo, ahora es reconocido como el poeta más importante del romanticismo en Ecuador.

## Biografía

### Inicios
Nació en la ciudad de Quito. Su padre fue Ignacio Zaldumbide Izquierdo, quien fue prócer de la independencia y había sido también miembro de la Sociedad del Quiteño Libre. Su abuelo fue don Joaquín de Zaldumbide y Rubio de Arévalo, quiteño nacido en 1767 y que formó parte en el proceso revolucionario quiteño. Su padre combatió en 1833, junto al general José María Sáenz. Dentro de este conflicto fallecería, puesto que fue asesinado después del combate de Pesillo, dejando huérfano a Zaldumbide cuando todavía no cumplía 2 años. La muerte de su padre, su participación en la independencia y su oposición al régimen conservador de Flores marcaría la impronta política de Julio, a favor del liberalismo. Su madre fue Felipa Gangotena y Tinajero. Los dos nacieron también en la ciudad de Quito. Sus estudios iniciales los desarrolló sin problema y se graduó de bachiller. Vivirían en una casa ubicada en las calles Chile y Guayaqui, frente a la plazuela de San Agustín, donde actualmente funciona la Administración Zonal Centro del Municipio de Quito. La propiedad sería adquirida a la familia Revelo, descendientes de Francisco Revelo que a su vez desciende de Pedro Revelo un hidalgo portugués que llegó a Quito en el siglo XVI, que certificaría su escudo familiar en 1577 en Lisboa. Además viviría gran parte de su tiempo en su Hacienda Pimán en el norte de Ecuador, donde la naturaleza que lo rodea inspiraría su poesía. Algo que se replicaría con su hijo Gonzalo Zaldumbide quien escenificaría su novela "Égloga trágica" en ese lugar, con muchas referencias a su padre, Julio, como uno de los personajes.
Julio Zaldumbide fue un lector precoz y dedicaría mucho tiempo a autoeducarse. Ingresaría originalmente en la Universidad Central con el objetivo de estudiar Leyes, sin embargo no lo terminaría y dedicaría sus estudios a la literatura principalmente. Aunque esto no le impediría destacar en el ámbito político y ser miembro fundador de la Academia Ecuatoriana de la Lengua, posteriormente.

### Primeras publicaciones y carrera literaria
Su primera publicación fue en 1852 titulada "La estrella de la tarde" en donde se refleja la melancolía y tristeza típica del romanticismo y que se reflejaba en su personalidad puesto, que era una persona que tendía a la soledad y la introspección. Tenía 19 años y desde entonces ya empezó a destacar en la poesía, especialmente con el poema "A la música", escrita en octava endecasílaba aguda que se conocía como "bermudina". Esta entre otras razones serían suficientes para que le coronaran por su talento en su primer concurso literario y que mostraba ya su precocidad como escritor. Formó tiempo después parte de la "Sociedad de Ilustración", donde ganó fama como poeta a partir de la declamación de "Canto a la Música". Ahí conoció a Miguel Riofrío, autor de la primera novela escrita en ese país. También empezó a relacionarse con Pedro Fermín Cevallos, Juan León Mera con quienes empezarían a intercambiar poemas y entablar discusiones literarias. Siempre estuvo más bien alineado con los ideales políticos del liberalismo, y más adelante dedicaría una elegía a la esposa de Pedro Moncayo, Juana Lama de Moncayo quien había muerto al dar a luz. En 1865 publicó una silva "A la soledad del campo" donde ya se puede ver la definición del estilo literario que tendría en el futuro, según el estudio realizado por Hernán Rodríguez Castelo. Realizó poesías como “La Mañana”, “La Tarde” y “La Noche” en donde ya se puede ver una combinación de versos endecasílabos y heptasílabos. Además la temática de la naturaleza siempre presente empezó a ser patente desde estos años.

### Humanismo y amistad con Montalvo
Venía de una familia hacendada, lo que intentó siempre administrar con prudencia. Adquirió la finca "Paramba" en el norte de Ecuador ya que se había abierto un nuevo camino en ese sector que le daba un mayor valor. Formó su vida en el campo, muchas veces de manera aislada, en medio de una naturaleza tropical. Intercambiaba sus actividades agrícolas con amplias lecturas tanto de antiguos como de modernos entre los que se encontraban Tácito y Tomás Moro.
En el año 1858 fue a Quito, donde conoció a Juan Montalvo, quien sería uno de sus amigos más cercanos pues congeniaban en su forma de ser reflexiva, a veces tímida y volcada hacia pensamientos literarios y filosóficos. Sobre la relación entre Juan Montalvo y Julio Zaldumbide, se recuerda este hecho:

De tiempo en tiempo iba a Quito. Allí, solaz de su ánimo, taciturno en sociedad como hecho ya a la soledad nemorosa, era ir, a las tardes, a la tertulia de don Julio Zaldumbide, que gustaba de airear su sombría filosofía de la vida con el trato de los espíritus más finos de la época. Parece que Montalvo prefería escuchar a dialogar, y antes de seguir de tema en tema la volubilidad de los contertulios, se ensimismaba o esperaba más bien el momento de salir, con su amigo Julio, a pasear. Ambos eran románticos en el alma, si bien clásicos en el respeto de la cultura y de la lengua.
Gonzalo Zaldumbide - Montalvo (libro)

Sus carreras serían divergentes. Montalvo, se dedicó al ensayo y estaba siempre en el exilio, buscando grandes ciudades en Europa para publicar su abundante y ordenada obra. En cambio Zaldumbide, fue sobre todo un poeta, que volcaría el tema de la vida en su hacienda y la contemplación del campo a sus escritos, teniendo finalmente una obra fragmentada que no se publicaría de manera consolidada en mucho tiempo. Sin embargo, los dos tuvieron una temprana muerte y aunque sí fueron reconocidos, no lograron la gran fama en vida que posteriormente ya disfrutó su obra. Son pues, cada uno, en la prosa y la poesía, dos de los principales representantes del romanticismo literario de Ecuador.

### Zaldumbide y la traducción

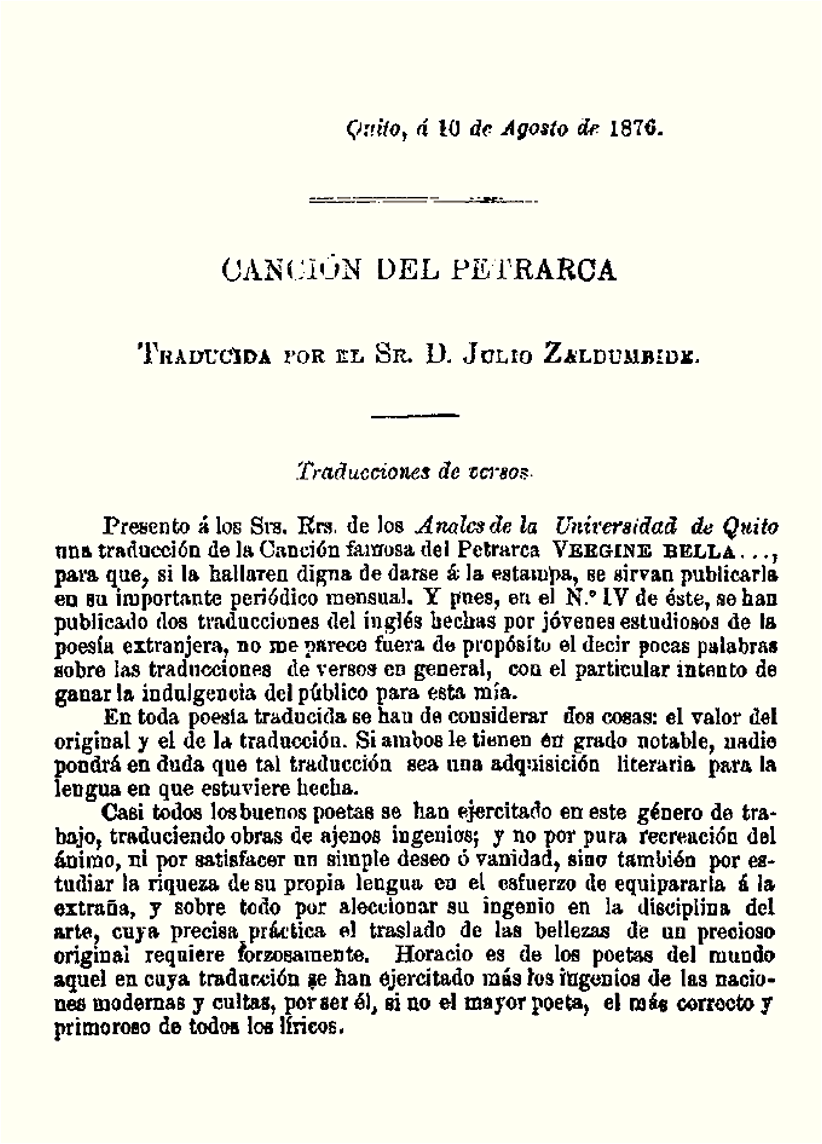
Traducción de Petrarca por Julio Zaldumbide

Era famosa la erudición de Julio Zaldumbide y la gran cantidad de horas que dedicaba al estudio. Era políglota y leía en inglés, francés, alemán e italiano. Su fama fue grande y Tobar Donoso lo recordó como "sabio humanista, que había tenido cabal formación". Dedicó parte de su obra a la traducción y destacan sus traducciones de Silvio Pellico, Petrarca, "Lara" de Lord Byron, "Los Sepulcros" de Pindemonte, entre otros.
Cuando presentó la traducción de "Vergine Bella" de Petrarca en los Anales de la Universidad de Quito en 1883, expresaría su concepción de la importancia de la traducción en la poesía, que concibe dos valores: el de la pieza original y el de la traducción. Además de recomendar el estudio de los versos de Horacio, de quien diría que conocerlos equivale a recibir una lección de buen gusto y a aprender el secreto de no decir palabras ociosas o vanas especialmente en las obras, algo que el cultivaría a lo largo de su obra. Como final afirmaría Zaldumbide que la traducción no debe ser desdeñada y que al llevarla a cabo se acerca a la belleza en su idioma origen, se ejercita el propio y se enriquece la literatura. 
Como extracto podemos ver en sus propias palabras:

El trabajo empleado en una buena traducción sólo está a los alcances "de los iniciados" en el arte de la poesía: los profanos jamás le podrán, no digo medir, ni siquiera presumir. El mismo Fr. Luis de León, hablando de sus traducciones, decía: “ El que quisiere ser juez (de ellas), pruebe primero qué cosa es traducir poesías elegantes de una lengua extraña á la suya, sin añadir ni quitar sentencia, y con guardar cuanto es posible las figuras del original y su donaire, y hacer que hablen en castellano, y no como extranjeras ni advenedizas, sino como nacidas en él y naturales. No digo que lo he hecho yo, ni soy tan arrogante; mas helo pretendido hacer, y así lo confieso”. Si todo un poeta como Fr. Luis juzgaba cosa de grande trabajo el traducir bien, y no esperaba de su ingenio haberlo conseguido, es todo cuanto hay que ponderar. A tan grande sombra (sea dicho de paso) me acojo yo ahora, para obtener el perdón de los desaciertos que abundarán en mi traducción de una de las más bellas poesías del tercer poeta de Italia.
Canción de Petrarca - Julio Zaldumbide

### Zaldumbide y la poesía nacional
Dos años más tarde publicó en el periódico "El Industrial" de la capital de ese país, un poema titulado "A mis lágrimas". Es interesante que para ello haya usado el seudónimo de una mujer, "Carolina". Por su talento era ya conocido y entabló amistad con las figuras principales de la literatura, entre ellas Juan León Mera, con quien tendría una discusión acerca de la poesía nacional. Para entonces se había descubierto los manuscritos del padre Juan de Velasco sobre la historia del Reino de Quito y Mera se había inspirado, durante su juventud para escribir un poema de largo aliento titulado "La Vírgen del Sol", posteriormente ha sido calificado negativamente por la crítica y ponderado como una "poesía de juventud" de Juan León Mera.
Ante esto, el americanismo concebido de esta manera por Mera no fue compartido por Julio Zaldumbide quien afirmaría:

Poesía nacional es la que refleja en sí las costumbres, los sentimientos y el carácter de toda una nación, y poeta nacional es el que piensa y siente como la nación a la que pertenece. Ahora bien, qué llama U. nuestra poesía nacional? la poesía indiana, es decir, la poesia que refleja las costumbres, & de los Incas que ya no existen. Nuestra nación no es la de los Incas, de consiguiente esa poesía no puede ser nuestra poesía nacional, ni U. nuestro poeta nacional porque no piensa y siente como el pueblo americano piensa y siente. Poesía nacional es la de los romances caballerescos y  moriscos de la España, porque en ella se reflejan las costumbres, los sentimientos y carácter de los españoles. Poesia nacional es Béranger, porque este poeta es el mismo del pueblo francés. Para que un pueblo tenga poesía nacional propiamente dicha, es menester que ese pueblo tenga un carácter marcado y propio, costumbres propias, y sentimientos propios. Nuestro pueblo es descolorido en todas estas cosas, y no veo cómo se pueda crear una cosa que se parezca a poesía nacional nuestra, sino reflejando nuestra singular política y algunas de nuestras costumbres singulares en la comedia. Esta es mi opinión sobre este punto.
Julio Zaldumbide en Correspondencia con Mera

Juan León Mera respondería aceptando que en este asunto "no se entendían" y que no se pondrían de acuerdo. Por su parte, Zaldumbide continuaria con sus actividades económicas en la hacienda y su carrera literaria, también encontraba tiempo para dedicarse a la política, siempre cercano al partido liberal. Por esta razón en 1861 le propusieron la candidatura al senado, como diputado por Imbabura, sin embargo no aceptó. En este año también continuó con sus poemas y escribió “A mi corazón”, “A un ramo de ciprés”, “El amor en la adolescencia”. Un año más tarde en cambio escribiría "A las mujeres". Su talento ya era reconocido en todo ese país por lo que Juan León Mera se acercó y le propuso en 1863 la publicación de un poemario suyo. Sin embargo, también se negó debido a que no quería que fuera editado por imprentas de la ciudad de Quito ya que estaba inconforme con su calidad. En 1864, su romanticismo fue cambiando a un marcado pesimismo y su interés literario se fue orientando hacia la filosofía. Esto lo distanciaba con los autores conservadores que abrazaban más bien la religión y el era en cambio agnóstico.

### El periodismo

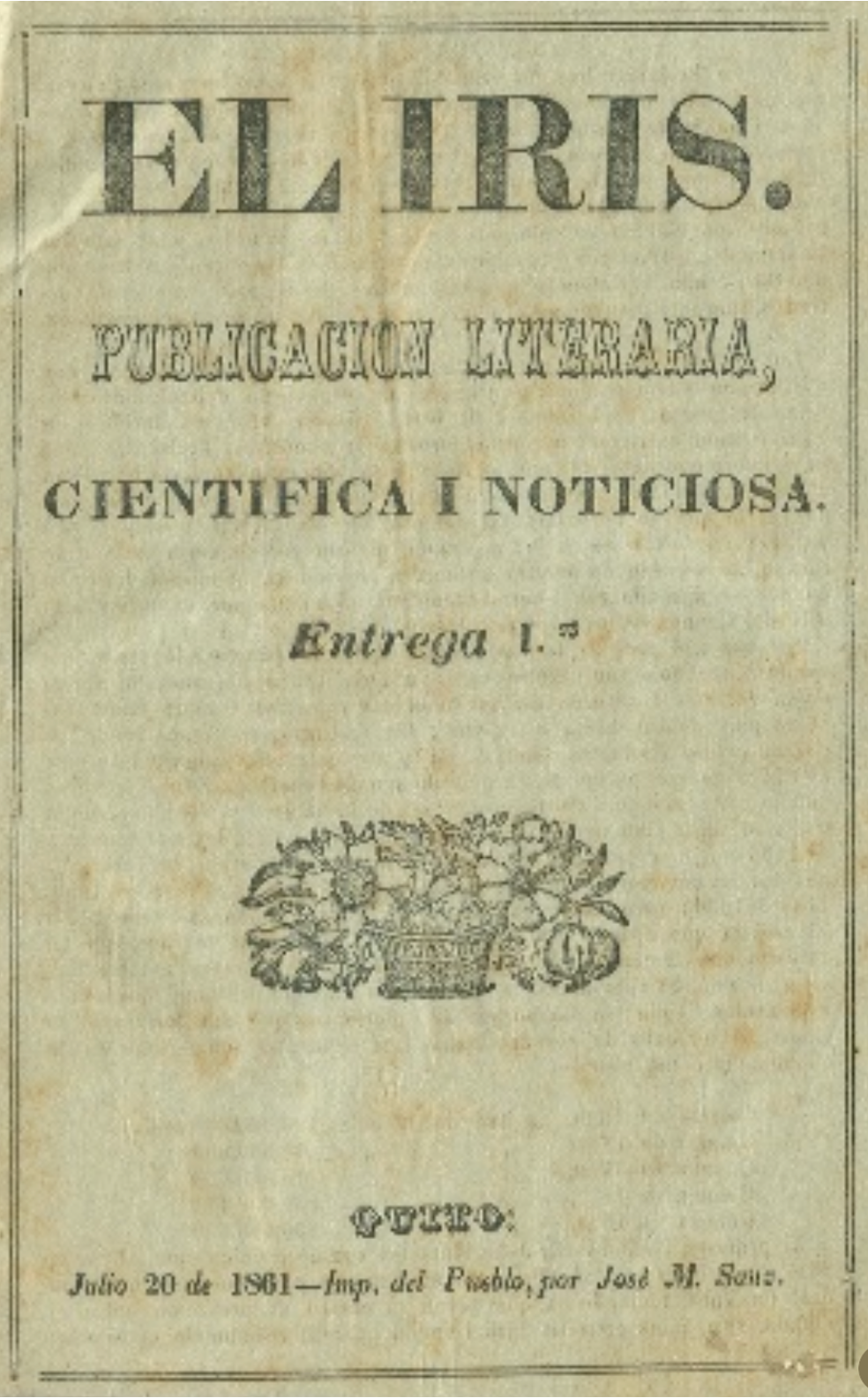
El iris, publicación literaria, científica y noticiosa, donde colaboraría Zaldumbide

Julio Zaldumbide además contribuyó en varios diarios que abarcaron diversos géneros y temáticas. Sus escritos en "La Democracia" reflejaron su pensamiento liberal y su compromiso con la modernización del país, abordando cuestiones políticas y sociales con un estilo elocuente y crítico. En "El Progreso", Zaldumbide se enfocó en temas relacionados con el desarrollo económico y cultural del Ecuador, promoviendo ideas progresistas y defendiendo la importancia de la educación y la ciencia. El Iris, un quincenario literario ecuatoriano, surgió el 20 de julio de 1861 y se extinguió el 31 de octubre de 1862, alcanzando 20 entregas. Fue creado por Juan Pablo Sanz, impresor y político, y Benjamín Pereira Gamba, poeta y pedagogo. Ambos formaban parte de un círculo liberal que previamente impulsó otros periódicos en Ecuador. Ahí escribirían Julio Zaldumbide y Juan Montalvo entre otros importantes autores. Por último, en "El Álbum Literario", Zaldumbide continuó cultivando su faceta poética, pero también incursionó en la prosa, publicando ensayos y artículos que reflejaban su erudición y su interés por la cultura y la historia.

### Problema con Gabriel García Moreno
Un año más tarde, en 1865, se daría uno de los hechos políticos más importantes que marcarían su vida. Fue al Congreso como Diputado con el fin de enfrentarse a Gabriel García Moreno ya que creía que el Poder Legislativo debía funcionar como contrapeso a un Ejecutivo que estaba concentrando el poder de manera exacerbada bajo el mandato del presidente católico. Esto reflejaba sus profundas convicciones liberales en el sano funcionamiento de la República. Sin embargo se encontró con una mayoría que más bien apoyaban al presidente, por lo que no tuvo más remedio que tomar la decisión de dejar el Congreso. El 10 de octubre de ese año publicó un artículo donde expone sus criterios que se tituló "El Dr. Gabriel García Moreno y la República". Con esto causó una reacción en su contra y García Moreno, quien no le tenía simpatía desde antes y lo había llamado "coplero fatuo", lo acusó ante los jueces. A su defensa saldría su amigo Juan Montalvo, con quien compartían los ideales políticos liberales. Terminaría publicando en "El Cosmopolita" una de sus tantas revistas que escribió a lo largo de su vida. Midiendo la popularidad política que podría verse afectada por empezar la persecución, García Moreno desistió de hacerlo.

### Consolidación de su carrera literaria

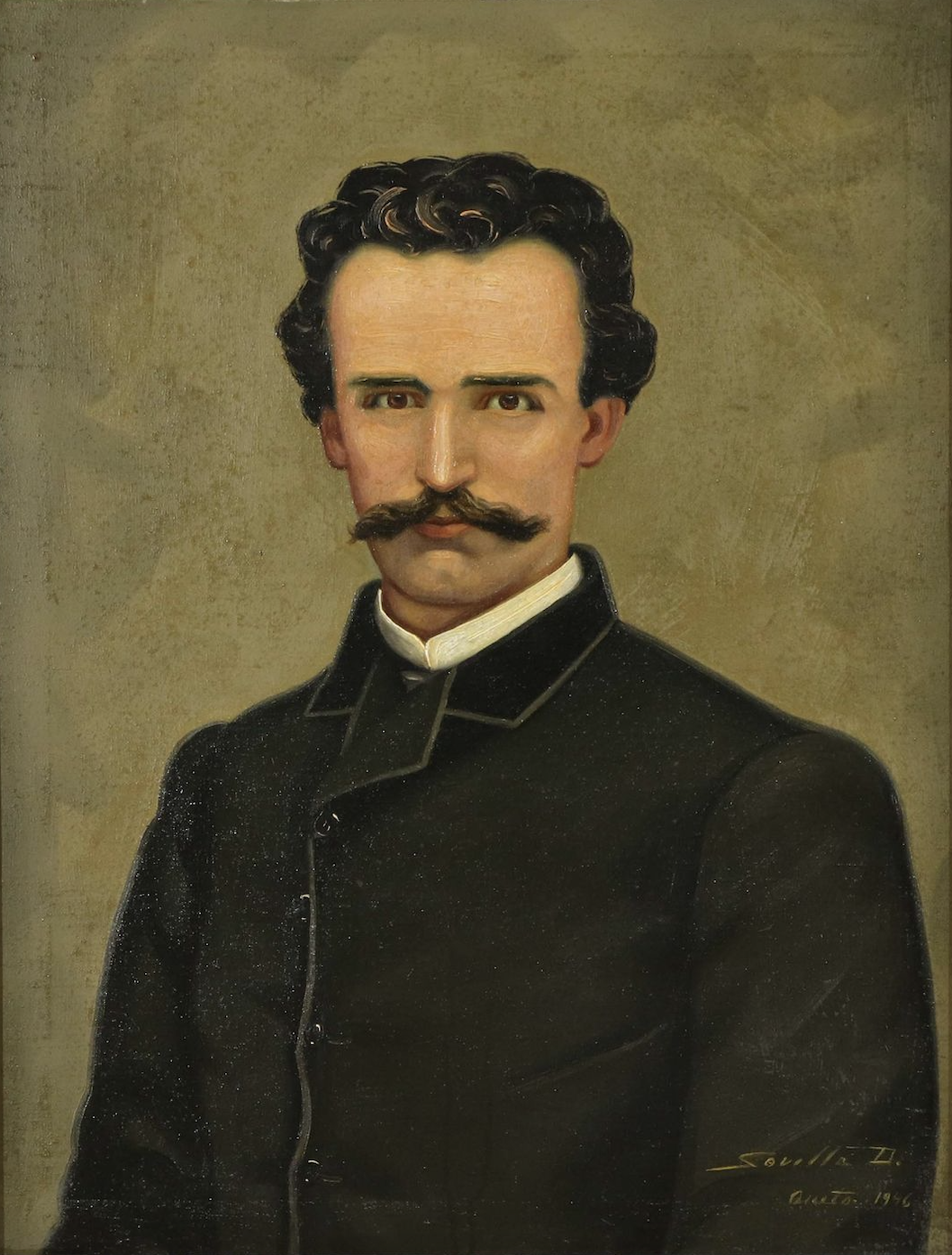
Retrato de Julio Zaldumbide

Ya en 1866 empezó a ser tomado en cuenta dentro de las antologías de poemas de ese país. El primero sería "La Lira Ecuatoriana" por Vicente Emilio Molestina. Esta sería la primera antología de poesía ecuatoriana en la república. Además fue la primera vez que Zaldumbide había recogido una muestra relativamente completa de sus obras. En ese momento, 1866, Zaldumbide sería reconocido como pieza fundamental del canon literario ecuatoriano. Fue además la aparición de la "Lira" lo que motivaría el primer empeño de crítica literaria de Mera, la "Ojeada histórico crítica" donde dedicaría uno capítulo entero a Zaldumbide. Los poemas de la "Lira" estaban fechados entre 1852 y 1856 y fueron bien recibidos, lo que causó que mucha gente esperara muchos más poemas de Zaldumbide, sin embargo "apenas si publicó más, a pesar del reclamo de amigos y de gentes de letras que reconocían en él el más alto valor de la lírica ecuatoriana de entonces". Después también se criticaría su obra en uno de los libros más importantes que se escribieron durante ese tiempo "Ojeada histórico crítica" de Juan León Mera. Su obra sería incluida dentro de la Biografía americana del escritor chileno José Domingo Cortes en 1871, donde se reconoce que "su dedicación asidua y constante al estudio le han puesto en vía de ser en el porvenir una de las mayores glorias literarias de su patria. También su obra fue criticada por Luis Cordero, lingüista, arqueólogo y escritor, quien además sería presidente de ese país. Siendo el autor afiliado al partido conservador y defensor de García Moreno, la ponderación de su obra fue más bien negativa, sin embargo debido a su gran capacidad como poeta no podía dejarlo fuera. Durante esta época se casó en Ibarra, al norte de ese país con Rosario Gómez de la Torre Nájera, quien fuera sobrina en segundo grado y con quien tendrían de hijo a Gonzalo Zaldumbide, uno de los críticos literarios más importantes de Ecuador durante el siglo XX y quien daría a conocer la obra de Juan Montalvo ya que en esa época por sus exilios y censuras, sus libros no eran populares en ese país. Durante esta época también ingresó nuevamente al Congreso gracias a la iniciativa de su amigo José Ignacio Checa y Barba para que sea candidato. Para culminar este periodo más bien literario de su vida, el 4 de mayo de 1872 fue miembro de número de la Academia Ecuatoriana de la Lengua y es considerado como uno de los miembros fundadores junto a Pedro Fermín Cevallos, Belisario Peña, Francisco Javier Salazar, Pablo Herrera y José Modesto Espinosa, quienes ya eran con anterioridad miembros correspondientes de la Real Academia Española. Actualmente, la institución se compone de dieciocho miembros de número. Muy cercano a Cevallos, le dedicaría una elegía por la muerte de su hija.
En 1878 tradujo a Silvio Pellico y a Petrarca. Además siguió escribiendo poesía, publicando "A María". Dos años más tarde desarrollaría aún más su perfil de traductor con dos obras, "Lara" de Lord Byron y "Los Sepulcros" de Pindemonte. En 1883, se publicó su poema "Canción del Petrarca".

### Candidato a la Presidencia
En 1881, el partido liberal que le tenía en gran estima propuso su nombre como candidato a la Presidencia de la República, sin embargo esto también se vería truncado puesto que Ignacio de Veintimilla, se proclamaría dictador. Como reacción ante ese hecho, la estrategia política cambió para empezar a combatir al militar que se estaba convirtiendo en presidente militar de facto. Para ello empezaría una lucha armada y el intento de la revolución en contra de Veintimilla. En 1884 fue designado como Ministro de Instrucción Pública que había sido creado por el Congreso y su nombramiento lo había hecho el presidente Plácido Caamaño. Desempeñó ese cargo por un año más y contó con poco presupuesto.

### Muerte
Sus últimos años fueron llenos de soledad. Estuvo enfermo con tuberculosis y poco a poco fue abrazando las creencias religiosas que durante su vida había renegado. Un día mientras estaba paseando con un coche, se volcó y el accidente empeoró su estado de salud perforando un intestino. El domingo 31 de julio de 1887 moriría con cincuenta y cuatro años de edad.

## Características de su poesía

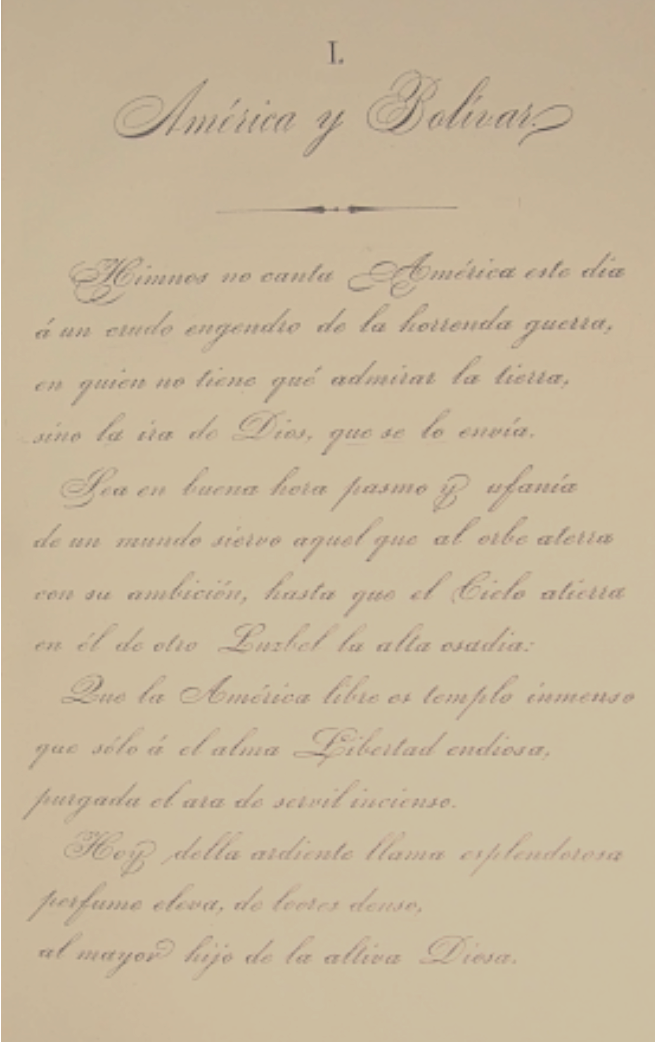
Poema "América y Bolívar" por Julio Zaldumbide

Fue un poeta que escribió una obra fragmentada, debido a su temprana muerte y a su renuencia por publicar poemarios con antologías de sus obras. Por esta razón la publicación de su obra tardó tiempo y el amplio reconocimiento que ganó durante su vida se fue apagando cuando cambiaron las corrientes estéticas. Una de las colecciones más completas de su obra se encuentra dentro de la edición Biblioteca Ecuatoriana Mínima con un libro titulado "Poetas románticos y neoclásicos". Ahí comparte el honor de estar con otros autores importantes para ese país como Dolores Veintimilla de Galindo, Numa Pompilio Llona o Juan León Mera. Su obra sin embargo es la principal y más extensa del libro puesto que es uno de los principales exponentes de la poesía romántica en Ecuador, corriente literaria que fue inaugurada por Dolores Veintimilla. En 1988 su obra sería publicada por la Casa de la Cultura Ecuatoriana bajo el título "Poesías Completas".
La temática de sus poemas tiene las características del romanticismo literario: la importancia de la naturaleza, una perspectiva individualista, la nostalgia por la tradición y el mundo clásico. Estos últimos elementos evolucionarían hacía un pesimismo filosófico en la segunda parte de su carrera. La naturaleza, es específicamente la hacienda Pimán que formaba parte de su familia y donde también sería escenario de Égloga trágica, uno de las novelas más importantes, escrita por su hijo Gonzalo Zaldumbide quien además de crítico literario, también desarrollaría una de las prosas más estilizadas de ese país.
La antología de su poesía divide su obra en las siguientes etapas:
- La Melancolía: corresponde a la expresión interior del poeta donde desarrolla inicialmente los motivos románticos.
- La Naturaleza: descripciones bucólicas, especialmente centradas alrededor de su vida en la Hacienda Pimán.
- Poesías filosóficas: corresponde a la segunda etapa de su carrera en donde el pesimismo se vuelve más marcado.
- Poesías históricas: por el centenario de Simón Bolívar, escribió poemas similares a los que se escribieron en homenajes históricos, como por ejemplo en la obra de Remigio Crespo Toral.

### Crítica de su obra
A pesar de su inicial desconocimiento, la obra fue reeditada completamente en el siglo XX y en la actualidad consta Zaldumbide en las antologías poéticas como el mayor exponente de la poesía romántica de Ecuador. Durante el siglo XIX la obra fue analizada por Luis Cordero Crespo quien empieza el estudio entonces Cordero haciendo una comparación entre el poema "Canto a la música" con "La música" de Tomás de Iriarte. Más allá de las diferencias en la dimensión de ambas publicaciones, algo admitido por el crítico, procede a desarrollar la comparación entre ambas obras destacando los momentos en los que Iriarte deja el rol de pedagógo y en lugar de explicar la música se pone a cantarla, lo que hizo Zaldumbide desde el inicio.
Continúa su estudio tratando al autor en su faceta de filósofo gracias a las continuas meditaciones en las que entra Zaldumbide acerca del destino del ser humano. Su reflexión fluctúa entre la indecisión, la incredulidad hacia atisbos de esperanza a través de la fe. Esto fue desarrollado principalmente en los poemas "Eternidad de la vida" y "Meditación" que corresponden una obra continua que fue dedicada finalmente a Juan León Mera. Su reflexión sobre la eternidad que se encuentra dentro del corazón de los seres humanos es la clave del sentido de la vida.
Su reflexión sobre las ansias de eternidad y la certidumbre de la muerte le hacen a Cordero compararlo con Jorge Manrique. En el resto del estudio sobre la temática existencialista de su obra la encaminó a probar que después de la duda ante la muerte Zaldumbide abrazaba la fe. La otra dimensión estudiada fue la naturaleza, descrita sobre todo en la oda "A la soledad del campo", allí traza símiles entre Garcilaso, Fray Luis de León y Meléndez. La importancia de esta similitud se encontraba en trazar la línea hacia el mundo clásico: los autores españoles imitaban a Horacio en sus odas y églogas, algo que también sucedía en Zaldumbide al enumerar las ventajas de la vida campestre, contrastando la vieja industria con las ilusiones pastoriles. Además, también existe una cercana referencia en el poema "La noche" con lo que Fray Luis de León haría en la "Noche serena", sin embargo con un lenguaje renovado para aplicarlo en su tiempo dentro de una estética romántica:
Su poesía romántica es, aunque fragmentaria y pequeña, de suma importancia y con el tiempo Zaldumbide se fue estableciendo como el mayor poeta romántico de Ecuador: por la calidad de su obra, por la importancia de su figura, por la influencia que tuvo sobre Mera y Montalvo, dos grandes autores del romanticismo. En definitiva porque en Zaldumbide se eleva la poesía romántica a su punto más alto habiendo sido empezado con Dolores Veintimilla y continuado con Numa Pompilio Llona.
Por otro lado, sobre el americanismo, la poesía nacional y la obra de Zaldumbide y su discusión con Juan León Mera, se expresaría el crítico literario Rodríguez Castelo de esta manera:

Turbaron la nitidez de esta segunda impresión las ideas sobre poesía nacional, que, como hemos visto, habían mantenido en larga y apasionada polémica los dos poetas. Mera, nos parece, no atendió lo suficiente a que lo que Zaldumbide negaba a lo "nacional" en poesía: eran esas historias de aborígenes y, aunque esto no lo dijera dentro de esa discusión, los poemas patrióticos en que hallaba [Zaldumbide] a Mera volando bajo, falto de inspiración. Todo aquello en que lo "nacional" no pasaba de la epidermis del asunto a la sustancia misma de la lírica. Pero, en su poesía ¿cómo negar la presencia viva de la tierra? De una tierra que como la nuestra; de esa tierra que el poeta amaba lo mismo en el "hermoso valle" de su temprana "Recuerdos" que en el misterio hondo de la selva noroccidenta, "bella y poderosa", de la que escribió páginas en prosa tan bellas. ¿Y no le había enviado muy pocas semanas atrás su poema de la laguna de San Pablo con los mugidos del ronco toro y las ovejas balando "en discorde contrapunto" y los patos y las garzas? Otra cosa es que el poeta culto, que leía a grandes poetas en inglés, francés, alemán e italiano, sitniese la exigencia de cantar emulando esa música y esa belleza, y comprendiese que eso solo podía hacerse en ese trance de toda su naturaleza que él llamaba inspiración.
Rodríguez Castelo - Julio Zaldumbide, la vida y la obra en la vida

## Obras

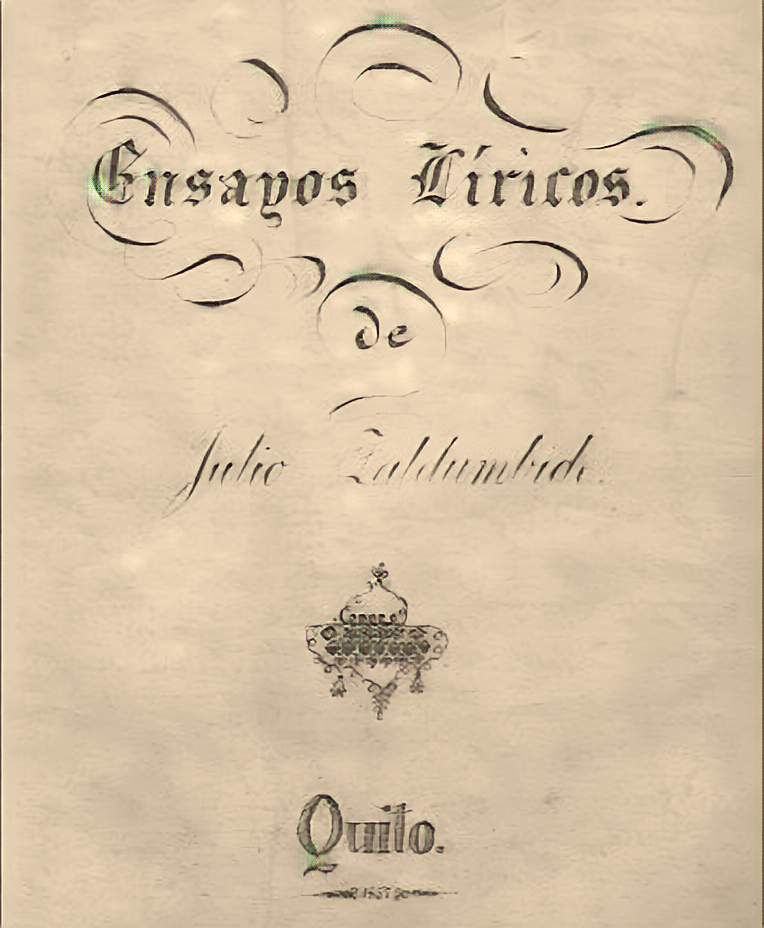
Ensayos líricos, folleto con una selección de poemas de Julio Zaldumbide

### Poesía
- Ensayos líricos, selección hecha por Zaldumbide para la "Lira ecuatoriana"

### Selección de poemas
- La mañana (Leve cinta de luz brilla en Oriente)
- El mediodía (En la amena floresta)
- La tarde (Con majestad sublime el sol se aleja)
- El arroyuelo (Arroyuelo que deslizas)
- El bosquecillo (Bosquecillo frondoso)
- Los árboles (Del África abrasada en las arenas)

- A la soledad del campo (A ti me acojo, soledad querida)
- A María (Esposa casta, Virgen sin mancilla)
- A mi corazón (¡Corazón! ¡Corazón! ¿Por qué suspiras?
- A mis lágrimas (Corred, lágrimas tristes)
- Al dolor (Hiere, hiere, ¡oh Dolor! He, aquí desnudo)
- Al sueño (En otro tiempo huías)
- El amor en la adolescencia (¿Quién eres tú, oh muda compañera)
- La estrella de la tarde (¡Salud, oh estrella de la tarde!, rosa)
- Las estaciones. A Laura (Cuatro estaciones hay en nuestra vida)
- La eternidad de la vida (Cosas son muy ignoradas)
- La noche (¡Oh noche! ¡Oh madre de la luz! Ahora)
- Madrigal (¿Qué dices, Laura, de esta flor? ¡Qué hermosos)
- Melancolía. A Laura (Flota en los aires, de la tarde el velo;)
- Trova (Son tus ojos dos estrellas)

- A las flores (Prole gentil del céfiro y la aurora)
- América y Bolívar (Himnos no canta América este día)
- América y España (Bolívar, tú que en mil gloriosas lides)
- El llanto (Cuando yo considero que en la vida)
- En tempestad sin tregua de bonanza
- La tumba de Bolívar (De lauros coronadas y de olivas)
- Yo vi esa triste nube el firmamento

### Traducciones
- Espera de Víctor Hugo
- La flor. Elegía de Charles Hubert Millevoye
- Anacreóntica, traducción del italiano
- Plegaria, de Fausto de Goethe
- Poemas de Silvio Pellico
- Vergine bella, che di sol vestita de Petrarca
- Lara de Lord Byron
- Los Sepulcros de Hipólito de Pindemonte, dedicado a Menéndez y Pelayo[24]

### Periodismo
- La Democracia
- El Progreso
- El Iris
- El Album literario

### Ensayos y correspondencia
- El Congreso, Don Gabriel García Moreno y la República (1865)
- Cartas del señor Don Julio Zaldumbide al señor don Juan León Mera (1857-1886)
- Cartas de Juan Montalvo (1887)
- Una carta de la Real Academia Española de la Lengua a Julio Zaldumbide (1873)

## Sobre Julio Zaldumbide

### Ediciones de su obra y selección de antologías
- La lira ecuatoriana edición de Vicente Molestina (1866)
- La nueva lira ecuatoriana edición Juan Abel Echeverría (1879)
- Poetas románticos y neoclásicos, Biblioteca Ecuatoriana Mínima (1960)
- Antología de poetas de Imbabura (1955), 382 pp.
- Poesías Completas, Casa de la Cultura Ecuatoriana (1988), 472 p.[22]

### Estudios sobre su vida y obra
- Hernán Rodríguez Castelo, Julio Zaldumbide la vida y la obra en la vida. 221 pp. ISBN: 978-9942-42-280-4
- Hernán Rodríguez Castelo, Poetas románticos, Publicaciones educativas Ariel, 1975
- Bruno Sáenz Andrade, Introducción a la obra de Julio Zaldumbide y su correspondencia con Juan León Mera. Academia Ecuatoriana de la Lengua, 530 pp.
- Luis Cordero Crespo, Observaciones sobre las principales poesías del malogrado académico don Julio Zaldumbide Gangotena. Cuenca, Ecuador, 1889. 60 pp.